# Білкова оболонка ока

Будова ока

Білко́ва оболо́нка о́ка, зовнішня оболонка ока, склера (грец. σκληρος — твердий; лат. sclera) — зовнішня сполучнотканинна оболонка очного яблука.

Склера — непрозора (білого кольору) сполучнотканинна пластинка (ніби зварений білок яйця). Передня її частина вкрита кон'юнктивою, утворена сполучною тканиною і багатошаровим епітелієм. Решта склери вкрита ендотелієм. Місце переходу рогівки у склеру називається лімбом (краєм) рогівки. У склері біля лімба є коловий простір - венозна пазуха склери (шлеммів канал). Склера має кровоносні судини і нервові закінчення.

Виконує захисну і опорну функцію. Утворена зібраними у пучки колагеновими волокнами. Становить 5/6 фіброзної оболонки ока. Середня товщина від 0,3 до 1 мм. Товщина склери у дітей така мала, що через неї просвічує зоровий пігмент, який надає їй блакитного відтінку. З віком товщина склери збільшується.
Через венозний синус склери, утворений великою кількістю дрібних порожнин в зоні її сполучення з рогівкою ока, відбувається відтік рідини з передньої камери ока.